# نالا فیلمز
نالا فیلمز (انگلیسی: NALA Films) استودیو تولید فیلم وقع در لس آنجلس است.